# اوکرپشتا
اوکرپشتا (انگلیسی: Ukrposhta) شرکت پست اوکراینی است، که در سال ۱۹۴۷ میلادی تأسیس شد.